# Pjotr Kafarov

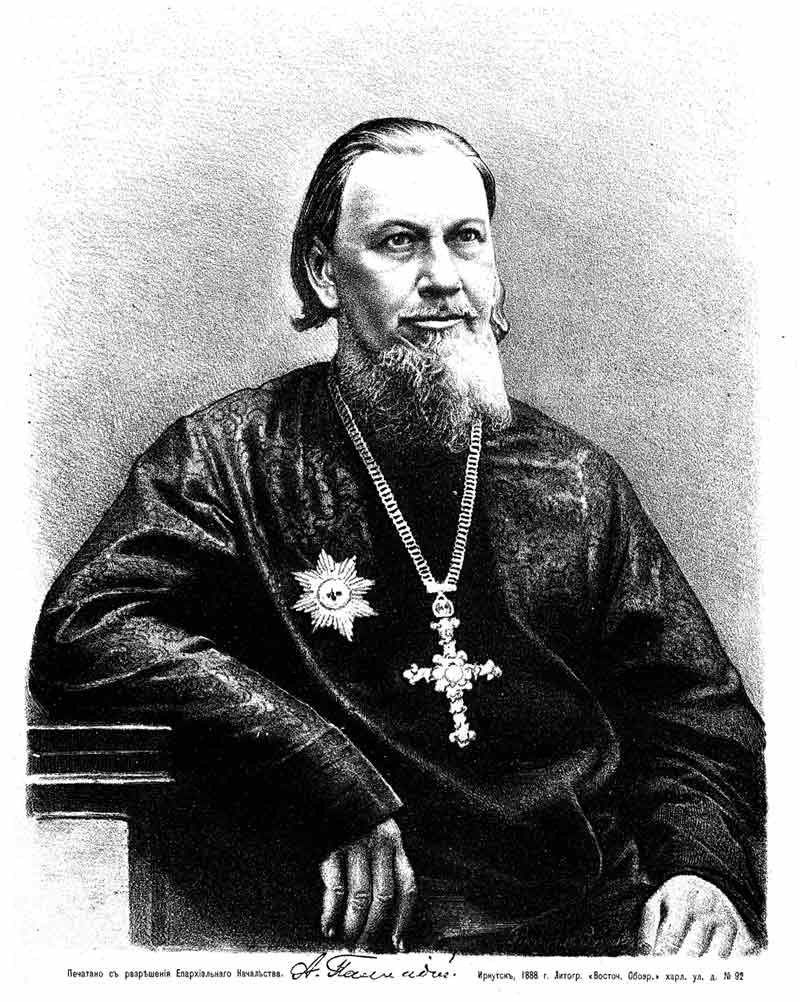
Pjotr Ivanovitsj Kafarov, monastieke naam Palladius

Pjotr Ivanovitsj Kafarov (Russisch: Пётр Иванович Кафаров) (Tsjistopol, 1817 - Marseille, 1878), kloosternaam Palladius (Russisch: Палладий), was een Russisch sinoloog en geestelijke van de Russisch-orthodoxe Kerk. Palladius' eerste verblijf in China, als priester bij de Russisch-orthodoxe missie in China duurde van 1840 tot 1847. Deze missie was in het verdrag van Kjachta van 1727 formeel verankerd.
Hij wijdde zich tijdens dit verblijf aan de studie van de Chinese taal en literatuur. In 1848 werd Palladi benoemd tot archimandriet. In 1849 keerde hij terug naar China, nu als hoofd van de dertiende geestelijke missie; hij bleef tot 1859. Hierna was hij rector van de kerk van de Russische ambassade in Rome. In 1864 kreeg hij weer de leiding van een missie naar China; gedurende zijn verblijf aldaar maakte hij op verzoek van het Keizerlijk Aardrijkskundig Genootschap van Rusland in 1870-'71 een etnografische en archeologische studiereis door het gebied van de Oessoeri, in het uiterste oosten van het Russisch-Chinese grensgebied; dit gebied was slechts een tiental jaar eerder Russisch grondgebied geworden.
Archimandriet Palladi was de ontwerper van een cyrilliseringssysteem (een transcriptiesysteem naar het Cyrillisch alfabet) voor het Chinees, dat nog steeds in Rusland wordt gebruikt. Ook stelde hij een Chinees-Russisch woordenboek samen (na zijn dood voltooid en uitgegeven door Pavel Popov), en ontsloot voor de westerse wetenschap een aantal tot dan toe onbekende Chinese en Mongoolse manuscripten.
Het bekendste daarvan is De geheime geschiedenis van de Mongolen. Het is de eerste literaire tekst in het Mongools, geschreven omstreeks 1230 in een vorm van het Oeigoerse schrift dat afgeleid was van het Sogdisch. Deze oorspronkelijke tekst is verloren gegaan. De kopie die hij verkreeg was in het Chinees en Palladius begon die in het Russisch te vertalen. 
Die vertaling werd in 1866 gepubliceerd in een werk met andere essays in Werken van de leden van de Russische Religieuze Missie in Peking. Hij noemde het een Oud Mongools Verhaal over Dzjenghis Khan. Pas in latere vertalingen in andere talen werd het de Geheime geschiedenis van de Mongolen. In 1872 slaagde Palladius er in een kopie te verkrijgen van een Chinese volledig fonetische vertaling van het oorspronkelijk Mongoolse origineel. Palladius begon dus te werken om het originele Mongools, zoals geschreven in Chinese karakters naar het Russisch te vertalen.
Hij was echter niet in staat die taak te voltooien. In 1878 keert hij terug naar Europa, maar overleed op de terugweg in hetzelfde jaar in Marseille. Anderen hebben die taak overgenomen, maar tot in de 21e eeuw zijn er in het wetenschappelijke discours debatten over correctheid van vertalingen